# Московське (Костанайський район)
Моско́вське (каз. Москва) — село у складі Костанайського району Костанайської області Казахстану. Адміністративний центр Московського сільського округу.
Населення — 1615 осіб (2021; 1929 у 2009, 2329 у 1999, 1678 у 1989).